# Albert Ketèlbey
Albert William Ketèlbey (né à Birmingham, le 9 août 1875 et mort à Cowes, le 26 novembre 1959) est un compositeur et chef d'orchestre britannique.

## Biographie
Albert Ketèlbey composa à l'âge de onze ans une sonate pour piano que complimenta Sir Edward Elgar. Il étudia au Trinity College of Music à Londres et montra un certain talent à jouer d'un large éventail d'instruments pour orchestre. À seize ans, il devint organiste, et bientôt pianiste de concert, puis directeur musical du Théâtre du Vaudeville à Londres. Ses dons furent sans doute à l'origine de sa grande aisance à manier l'orchestration colorée, d'écrire toutes sortes de musiques instrumentales et vocales, avant de connaître le succès, en 1915, pour Dans le jardin d'un monastère. La popularité des compositions qui suivirent lui permit rapidement de s'affranchir des contraintes budgétaires. Il vécut la fin de sa vie sur l'île de Wight, composant et jouant au billard. Il mourut le 26 novembre 1959 à l'âge de quatre-vingt-quatre ans. Sa deuxième épouse est morte en 1980.

## Œuvre
Ses œuvres, en général courtes, présentent souvent un caractère mystique ou orientaliste. Parmi les plus connues figurent Sur un marché persan, Dans le jardin d'un monastère et Dans le jardin d'un temple chinois.

## Dans la culture populaire
- Sur un marché persan a été repris dans les années 1960 par Duke Reid et le saxophoniste Tommy McCook, sous le titre Persian Cat.
- Sur un marché persan a été repris par la société Orange pour sa publicité de Noël 2011.
- Sur un marché persan a été employé dans le film Poulet au vinaigre, de Claude Chabrol, lors d'une scène de repas entre Lucas Belvaux et Stéphane Audran.
- Yellow River est une chanson du groupe Christie datant de 1969. Elle a été reprise par Joe Dassin en 1970. L'air est celui de Sur un marché persan.
- Serge Gainsbourg a repris la musique de Sur un marché persan pour sa chanson My lady héroïne en 1977.
- Le groupe Muse dans leur dernier album reprend de manière électro-onirique le thème pour constituer le prélude de la piste 4 de l'album français
- Le groupe japonais Takeshi Terauchi and the bunnies en font une version Surf rock dans leur album Lets go classics! en 1967, sous le titre ペルシャの市場にて.